# Лесная саванна Северного Конго
Лесная саванна Северного Конго — экологический регион, расположенный частично на территории Демократической Республики Конго, Камеруна, Уганды, Центральноафриканской республики, Южный Судан, а также немного в Нигерии. Статус сохранности экорегиона оценивается как критический, его специальный код — AT0712.
Большая часть экорегиона находится на плато, высота которого в среднем составляет от 500 м и поднимается до 700 м и более в сторону горных тропических лесов Камерунского нагорья.

## Климат
Для большей части экорегиона характерен один влажный и один сухой сезон. Среднегодовое количество осадков колеблется от 1200 до 1600 мм. Наблюдаются небольшие сезонные колебания температуры: в сезон дождей средняя дневная температура колеблется от 31 °C до 34 °C, а в сухой сезон средняя дневная минимальная температура составляет от 13 °C до 18 °C.

## Флора и фауна
Леса, редколесья и вторичные пастбища чередуются в зависимости от годового количества осадков, интенсивности пожаров во время сухого сезона и деятельности человека. Преобладающим типом лесов являются галерейные леса, они растут везде, где есть водотоки, достаточное количество осадков, доступные подземные воды и низкая частота пожаров. Частыми видами растений в этих лесах являются птерокарпус сандалоподобный, или мутути, Berlinia grandiflora, Cola laurifolia, Diospyros elliotii, Parinari congensis. Широко распространённые виды деревьев, произрастающих в более засушливых лесах, включают виды афцелия африканская, хайя крупнолистная, Chrysophyllum perpulchrum, Cola gigantea и Morus mesozygia. Комплекс равнинных дождевых лесов включает такие виды, как Piptadeniastrum africanum, Sterculia oblonga. В некоторых местах в Камеруне и Центральноафриканской республике, где численность населения остаётся малочисленной, остаются густые леса, где преобладают афцелия африканская, борассус эфиопский, Burkea africana и Isoberlinia doka. В северных пределах экорегиона вид Vitex doniana является почти эндемичным для Южного Судана.
Типичные для экорегиона млекопитающие включают африканского буйвола, бонго, жирафа, западную канну, болотного козла, лошадиную антилопу, обыкновенного бегемота и обыкновенного водяного козла. Основными хищниками являются лев, леопард и нильский крокодил.
Суданский пескорой — одно из немногих почти эндемичных млекопитающих в экорегионе. Dologale dybowskii также почти эндемичен и обитает в этом экорегионе и в экорегионе лесной саванны бассейна Виктории. Существует один почти эндемичный вид птиц — Zoothera oberlaenderi. К строго эндемичным земноводным относятся заирская лужелюбка, когтеносец Буланже, Phrynobatrachus scapularis и Ptychadena ingeri.
В национальном парке Гарамба на северо-востоке ДР Конго обитают последние известные популяции северного белого носорога, а на западной оконечности экорегиона находится последняя популяция чёрного носорога. Ранее здесь встречался его подвид — западный чёрный носорог, но, по всей видимости, он уже вымер.

## Состояние экорегиона
Соотношение лесов и саванн в регионе колебалось в связи с долгосрочными климатическими изменениями и другими причинами.
Политическая и экономическая нестабильность, охота, вырубка лесов, постоянные пожары и рост населения во всей Центральной Африке оказывают сильное давление на экорегион, особенно на его восточную часть. В связи с этим изменяются температурный и гидрологический режимы. Гражданские войны вызвали потоки беженцев и послужили стимулом для широко распространённого браконьерства. В последнее время популяции крупных млекопитающих сильно сократились. В 1984 году в результате браконьерства в нац. парке Гарамба упало количество носорогов до рекордно низкого уровня в 15 особей. К 1996 году их количество удвоилось, однако эта популяция всё ещё находится под угрозой и может быть уничтожена. Также есть некоторые признаки высыхания климата за последние три десятилетия.
Охраняемых территорий в экорегионе мало, и они широко рассредоточены. Незащищённые участки находящейся под угрозой среды обитания по-прежнему разбросаны по всему региону. Обширная фрагментация угрожает эндемичным растительным сообществам в Камеруне, которые в значительной степени не защищены.

## Провинции, полностью или частично расположенные в экорегионе
- ДР Конго: Верхнее Уэле, Итури, Нижнее Уэле, Северное Киву;
- Камерун: Адамава, Восточный регион, Западный регион, Прибрежный регион, Северо-Западный регион, Северный регион, Центральный регион;
- Нигерия: Адамава;
- Уганда: Аруа, Зомбо, Йумбе, Кобоко, Марача;
- ЦАР: все, за исключением регионов Баминги-Бангоран и Вакага;
- Южный Судан: Вараб, Западная Экваториальная провинция, Западный Бахр-эль-Газаль, Озёрная провинция, Центральная Экваториальная провинция;